# اوام‌ای
اوام‌ای (انگلیسی: Grupo Aeroportuario Centro Norte) شرکت خدمات فرودگاه مکزیکی است، که در سال ۱۹۹۸ تأسیس شد.